# 시간성
시간성(Temporality)은 철학에서 과거, 현재, 미래의 선형적 진행도의 개념을 나타낸다. 이 용어는 그러나 선형적 시간의 비평적인 문맥에서 주로 사용된다. 사회과학에서 시간성은 인간의 시간에 대한 지각과 시간의 사회적 구성과 관련하여 연구된다. 시간의 지각은 중세시대와 현대 사이의 300년에 걸쳐 중대한 변화를 거쳤다.

## 같이 보기
- 미래학
- 무상
- 선형 시제 논리
- 시간과 공간의 철학
- 시계열
- 바니타스화